# Zvonko Stanojoski
Zvonko Stanojoski (mazedonisch Звонко Станојоски; * 29. Januar 1964 in Prilep) ist ein nordmazedonischer Schachspieler.

## Leben
Die 10. mazedonische Einzelmeisterschaft 2001 in Ohrid konnte er gewinnen; bei der 11. mazedonischen Einzelmeisterschaft 2002 in Gevgelija wurde er Dritter. Die Trofej Beograda, die jährlich in Obrenovac ausgetragen wird, gewann er 2006 und 2007 in ihrer 19. und 20. Ausgabe. Ebenfalls 2007 gewann er die offene mazedonische Einzelmeisterschaft in Struga.
1999 wurde er Internationaler Meister, seit Februar 2004 trägt er den Titel Großmeister. Die Normen hierfür erzielte er 1998 beim Open in Skopje, zum Jahreswechsel 2001/02 beim Challengers-Turnier des 77. Kongresses in Hastings und 2003 beim internationalen Pautalia-Tours-Turnier (Kategorie VII) des Schachvereins Osogovo Kjustendil im bulgarischen Kjustendil, das er ungeschlagen mit 10,5 aus 13 und 2,5 Punkten Vorsprung gewann.

## Nationalmannschaft
Mit der mazedonischen Nationalmannschaft nahm er zwischen 1994 und 2010 an acht Schacholympiaden teil mit einem Gesamtergebnis von 35 Punkten aus 59 Partien (+26 =18 −15). Auch bei den Mannschaftseuropameisterschaften 1999, 2003, 2007, 2009, 2011 und 2013 spielte er für Mazedonien.

## Vereine
Vereinsschach spielt er in Mazedonien für den SK Alkaloid Skopje, mit dem er achtmal am European Club Cup teilnahm. Beim European Club Cup 2003 in Rethymno erhielt er eine individuelle Bronzemedaille für sein Ergebnis von 4,5 aus 6 am ersten Reservebrett. Früher spielte für die Mannschaft von Stefo Balto Struga, mit der er am European Club Cup 1999 teilnahm.